# 13448 Edbryce
13448 Edbryce è un asteroide della fascia principale. Scoperto nel 1960, presenta un'orbita caratterizzata da un semiasse maggiore pari a 2,4345869 UA e da un'eccentricità di 0,1422162, inclinata di 2,34507° rispetto all'eclittica.